# Noise
Noise (literalment soroll en anglès) és un gènere musical que utilitza sons desagradables sota circumstàncies normals. De vegades, el noise és considerat una contradicció atès que el soroll és generalment definit com un so no desitjat o no intencional i, per tant, com l'oposat a la música. De qualsevol manera, en un sentit més general es considera soroll a qualsevol so extremadament fort o dissonant. Un dels músics més importants del noise, el japonès Masami Akita (conegut pel seu pseudònim artístic Merzbow) va declarar que "Si per soroll (noise) ens referim a un so incòmode, llavors la música pop és soroll per a mi". La música noise no és soroll per als seus oients, encara que és sorollosa en el sentit més general de la paraula.